# Томбор, Енё
Енё Томбор (венг. Tombor Jenő, 3 марта 1880, Нитра, Нитра, Королевство Венгрия, Транслейтания, Австро-Венгрия — 25 июля 1946, Будапешт) — венгерский военный и политический деятель, журналист.

## Биография
Родился в семье Корнела Томбора и Лауры Миклоши. Окончил Военную академию «Людовика» в 1899 году . Затем он продолжил учебу в военном училище в Вене. Участвовал в Первой мировой войне, к 1918 году был подполковником Генерального штаба. Во времена Венгерской советской республики был начальником штаба Народного комиссариата обороны. Вместе с Аурелом Штромфельдом он организовал успешное наступление в Словакии. Ещё во времена Советской республики он был арестован, но позже оправдан судом за отсутствием состава преступления и уволен со службы.
После падения ВСР поступил в университет и получил степень фармацевта и доктора химии. В 1930-х годах он стал журналистом, в том числе сотрудничал с газетой Эндре Байчи-Жилински Szabadság («Свобода»). В 1945 году реабилитирован, получил звание генерал-майора, а затем — генерал-полковника.
Он был избран во Временное национальное собрание в июне 1945 года, а на выборах ноября 1945 года избран в парламент от Партии мелких землевладельцев; с 15 ноября 1945 года и до своей смерти был министром обороны в правительствах Тилди и Ференца Надя. 
Умер 25 июля 1946 года от инфаркта; похоронен на кладбище Керепеши.